# اتالوباربیتال
اتالوباربیتال (به انگلیسی: Ethallobarbital) یک مشتق باربیتورات با اثر خواب‌آور و آرام‌بخش است.